# 兼田潤一郎
兼田潤一郎（かねだ じゅんいちろう）は、ゲームミュージックの作曲家。コナミ（現・コナミデジタルエンタテインメント）に所属していた。
CDアルバム『KONAMI GAME MUSIC COLLECTION VOL.1』のライナーノーツにて現代音楽を経験していたことが述べられており、それを生かして独特な曲調の音楽やクラシック音楽のアレンジを行うことも多い。
「J_KANE」（じぇいあんだーばーかね、『こなみ・すぺしゃる・みゅーじっく千両箱』DISC2収録の「Mr.モアイのサウンドマル秘テク講座」による）、「J.Kaneda」、「NYANPY J_KANE」、「空(BYG00360)」、「Waldeus vön Dovjak」（ゔぁるでうす ふぉん どほやく）、「Hamba Un Aa」（はんば うなああ）などさまざまなクレジットを使用していた。　

## 手掛けた作品

### アーケードゲーム
- ラビリンスランナー
- サンダークロス
- グラディウスIII -伝説から神話へ-
- にゃんにゃんパニック
- (1,2)
- アステリクス （効果音のみ）
- pop'n musicシリーズ ※家庭用シリーズへの楽曲提供

### 家庭用ゲーム機
- Zen the Intergalactic Ninja （NES版として北米で発売）
- ティーンエージ ミュータント ニンジャ タートルズ トーナメント ファイターズ（NES版）
- RING of RED（PS2）
- Teenage Mutant Ninja Turtles (2003 video game) （2003年にPS2その他で発売、サウンドディレクター）
- Teenage Mutant Ninja Turtles (handheld game)| （ゲームボーイアドバンス版）

## 『pop'n music』シリーズで手がけた楽曲
『pop'n music』シリーズの家庭用移植作品（PlayStation、Dreamcast、PlayStation 2）版にて、クラシック音楽のアレンジを中心に多数の楽曲を提供していた。その多くは後にアーケードゲーム版へも収録されている。同作では基本的に「Waldeus vön Dovjak」という名義を使っていることが多い。名義が異なるもののみ追記する。

### 作曲
- Con te sabi 2119 （Hamba Un Aa名義、家庭用『pop'n music』、ジャンル名「アフリカ」）
- Bee's Eye （家庭用『pop'n music 2』、ジャンル名「アバンギャルド」）
- Streams （家庭用『pop'n music 3』、ジャンル名「プレリュード」）
  - Streams（LONG）（家庭用『pop'n music 9』、ジャンル名「プレリュードLONG」）
- 日曜大工 （家庭用『pop'n music 5』、ジャンル名「ディーアイワイ」）
- GALAXY FOREST 11.6&12 （J_KANE名義、家庭用『pop'n music Best Hits!』、ジャンル名「スクリーン」）

### 編曲
以下の曲はクラシック音楽のアレンジメドレーとなっており、ゲームでは「クラシック○（数字）」という一連のシリーズとして収録された。ゲームでは鳥の指揮者のキャラクター「ハマノフ」が一貫して担当していた。
大半の楽曲はゲームでの難易度が非常に高く、「ボス曲」と呼ばれる最高難易度の曲を担当することも多々ある。特に「クラシック8 / Line Times」のEX譜面は中盤で降り注ぐ高速の連打が激しく、アーケード版では楽曲が2004年に『pop'n music 11』で移植されたにもかかわらず長らくプレイ不可能となっており、それから15年後の25作目『pop'n music peace』まで移植されていなかった。この譜面はプレイヤーからは俗に「魔王」と呼称されている（該当部分の元楽曲名が由来）。
- Chaos Age （家庭用『pop'n music』、ジャンル名「クラシック」）
- R.C. （家庭用『pop'n music 2』、ジャンル名「クラシック2」）
- Dynamics （家庭用『pop'n music 3』、ジャンル名「クラシック3」）
- Concertare （家庭用『pop'n music 4』、ジャンル名「クラシック4」）
- Step in Space （家庭用『pop'n music 5』、ジャンル名「クラシック5」）
- maritare! （家庭用『pop'n music 6』、ジャンル名「クラシック6」）
- The tyro's reverie （家庭用『pop'n music 7』、ジャンル名「クラシック7」）
- Line Times （家庭用『pop'n music 8』、ジャンル名「クラシック8」）
- Hell? or Heaven? （家庭用『pop'n music 9』、ジャンル名「クラシック9」）
- Doll's sight （家庭用『pop'n music 10』、ジャンル名「クラシック10」）
- 想い出をありがとう （家庭用『pop'n music 11』、ジャンル名「クラシック11」）